# Purana
A Purana a rovarok (Insecta) osztályának félfedelesszárnyúak (Hemiptera) rendjébe, ezen belül az énekeskabóca-félék (Cicadidae) családjába tartozó nem.

## Tudnivalók
A Purana-fajok Délkelet- és Kelet-Ázsia kabócái közé tartoznak. Az elterjedési területük magába foglalja Jávát, Szumátrát, Borneót, a Fülöp-szigeteket, Malajzia félszigeti részét, Thaiföldet, Indiát, Indokínát, Kínát és Japánt. Az úgynevezett Wallace-vonaltól keltre, csak egy faj él, a Purana celebensis, amint neve is mutatja a Celebesz szigetről. A hím egyedek potrohának alsó felén, a harmadik és negyedik szelvények között két pár, sötét gumó található.

## Rendszerezés
A nembe az alábbi 52 faj tartozik (meglehet, hogy a lista hiányos):
- Purana abdominalis Lee, 2009
- Purana atroclunes Boulard, 2002a
- Purana barbosae (Distant, 1889)
- Purana campanula Pringle, 1955
- Purana capricornis Kos & Gogala, 2000
- Purana carolettae Esaki, 1936
- Purana celebensis Breddin, 1902
- Purana chueatae Boulard, 2006
- Purana conspicua Distant, 1910
- Purana davidi Distant, 1905
- Purana dimidia Chou & Lei, 1997
- Purana doiluangensis Boulard, 2005b
- Purana gemella Boulard, 2006
- Purana gigas (Kato, 1930)
- Purana guttularis (Walker, 1858)
- Purana hermes Schouten & Duffels, 2002
- Purana infuscata Schouten & Duffels, 2002
- Purana iwasakii Matsumura, 1913
- Purana jacobsoni Distant, 1913
- Purana jdmoorei Boulard, 2005b
- Purana johanae Boulard, 2005b
- Purana karimunjawa Duffels, Schouten & Lammertink, 2007
- Purana khaosokensis Boulard, 2007
- Purana khuanae Boulard, 2002a
- Purana khuniensis Boulard, 2005k
- Purana kpaworensis Boulard, 2006
- Purana latifascia Duffels, Schouten & Lammertink, 2007
- Purana metallica Duffels, Schouten & Lammertink, 2007
- Purana mickhuanae Boulard, 2009
- Purana montana Kos & Gogala, 2000
- Purana morrisi (Distant, 1892)
- Purana mulu Duffels, Schouten & Lammertink, 2007
- Purana nana Lee, 2009
- Purana natae Boulard, 2006
- Purana nebulilinea (Walker, 1868)
- Purana niasica Kos & Gogala, 2000
- Purana notalissima Jacobi, 1944
- Purana obducta Schouten & Duffels, 2002
- Purana parvituberculata Kos & Gogala, 2000
- Purana pigmentata Distant, 1905
- Purana pryeri (Distant, 1881)
- Purana ptorti Boulard, 2007
- Purana sagittata Schouten & Duffels, 2002
- Purana tanae Boulard, 2006
- Purana tavoyana Ollenbach, 1928
- Purana tigrina (Walker, 1850)
- Purana tigrinaformis Boulard, 2007
- Purana tigroides (Walker, 1858)
- Purana ubina Moulton, 1923
- Purana usnani Duffels, Schouten & Lammertink, 2007
- Purana vesperalba Boulard, 2009
- Purana vindevogheli Boulard, 2008

## Fordítás
- Ez a szócikk részben vagy egészben  a   Purana (genus) című angol Wikipédia-szócikk ezen változatának fordításán alapul.  Az eredeti cikk szerkesztőit annak laptörténete sorolja fel. Ez a jelzés csupán a megfogalmazás eredetét és a szerzői jogokat jelzi, nem szolgál a cikkben szereplő információk forrásmegjelöléseként.